# Spirostreptus marus
Spirostreptus marus är en mångfotingart som beskrevs av Karsch 1881. Spirostreptus marus ingår i släktet Spirostreptus och familjen Spirostreptidae. Inga underarter finns listade i Catalogue of Life.